# RoboCop (serial telewizyjny 1994)
RoboCop – kanadyjski serial telewizyjny z 1994 r. z Richardem Edenem w roli tytułowej.
W Polsce był emitowany od 1994 roku przez telewizję Polsat a od marca 2012 przez Puls 2.

## Obsada
- Richard Eden – Alex Murphy/Robocop (wszystkie 23 odcinki)[2]
- Yvette Nipar – detektyw Lisa Madigan (23)
- Blu Mankuma – sierż. Stanley Parks (23)
- Andrea Roth – Diana Powers/NeuroMózg (23)
- David Gardner – przewodniczący OCP (23)
- Sarah Campbell – Gadget (23)
- Erica Ehm – Rocky Crenshaw (23)
- Dan Duran – Bo Harlan (23)
- Ed Sahely – Charlie Lippencott (20)
- Jenn Griffin – Nancy Murphy (12)
- Patrick McKenna – Umberto Ortega (9)
- Peter Costigan – Jimmy Murphy (8)
- Jordan Hughes – młody Jimmy Murphy (6)
- James Kidnie – William Ray „Przystojniak” Morgan (6)
- Jason Blicker – Aubrey Fox (5)
- Catherine Swing – Martina Marx (5)
- Cliff DeYoung – dr Cray Z. Mollardo (4)
- John Rubinstein – Chip Chayken (4)
- Richard Waugh – Edward Foster (4)
- Wayne Robson – Shorty (4)
- Hrant Alianak – Stitch Molotov (4)
- Danilo Di Julio – oficer policji Detroit (4)
- Daniel Kash – Reggie Braga (3)
- Jackie Richardson – Bea (3)
- Donald Burda – Leo (3)
- Christopher Bondy – Fraker (3)
- James Millington – burmistrz Friendly (3)
- Neil Crone – koroner (3)
- Martin Milner – kpt. Russell Murphy (2)
- Marla Sucharetza – reporterka Rochelle Carney (2)
- Nonnie Griffin – Dorothy Murphy (2)
- Jennifer Dale – Fanny LaMour (2)
- Ted Dykstra – Joe Avery (2)
- Jane Spidell – Ami Avery (2)
- Bruce Hunter – Tom (2)
- Dov Tiefenbach – Josh Avery (2)
- Chris Kennedy – Big Dog (2)
- David Huband – Jerry (2)
- Vic Cummings – Charles Coffey (2)
- Henry Gomez – stary Hank (2)
- Micheal Donoghue – wartownik (2)
- Jonathan Scarfe – chłopak #1 z gangu „Psy Ulicy” (2)
- Falconer Abraham – strażnik (1)
- Colin Fox – Harold Hammersmith (1)
- Lenore Zann – Willa (1)
- Fiona Highet – Punk (1)
- Brenda Robins – Sis (1)
- Krista Bridges – kobieta z WOMB (1)
- Ken Quinn – Robocop (kaskader-dubler: 11 odcinków)
- Graham Harley – dr Gene Julius (1)
- Chris Wiggins – dr Roger Yung (1)
- Richard Paul – wielebny Bob Taker (1)
- Sam Malkin – kierowca (1)
- Michael A. Miranda – Tyree (1)
- Tony Rosato – Kevin Frosh (1)
- Debra McGrath – Bambi Taker (1)
- Richard Comar – p. Smith (1)
- Maurice Dean Wint – kpt. Ethan (1)
- Wayne Best – oficer Wilcox (1)
- Dan MacDonald – Norton (1)
- R.D. Reid – przejezdny (1)
- Neil Munro – dr Marner (1)
- Gregory Scott Cummins – Ardo Detriti (1)
- Howard Jerome – Izzy Provo (1)
- Ann Turkel – Louise (1)
- Mark Wilson – Vince (1)
- Bruce Beaton – Skinner (1)
- Jane Luk – Donna (1)
- Martin Julien – Lupus (1)
- Dennis O'Connor – Otto Gilbert (1)
- J.R. Zimmerman – Ed Mallory (1)
- Roger E. Mosley – Frank Uno (1)
- Jack Langedijk – ojciec Marks (1)
- Sugith Varughese – człowiek Megabajt (1)
- Aidan Devine – Harry Flitch (1)
- Juan Chioran – dr Rimmer (1)
- Greg Spottiswood – Danny Boy (1)
- Don McKellar – dr Newlove (1)
- Michael Rhoades – Dave (1)
- Johnny Askwith – Freddy (1)
- Judith Scott – dr Janet Bailey (1)
- Harvey Atkin – prawnik (1)
- Sondra Currie – Janet Lewis (1)
- Scott Colomby – Albert Delorio (1)
- Lori Hallier – Tori Tolin (1)
- Robert Morelli – Felix Weber (1)
- Lisa Howard – Brittany (1)
- Gerry Quigley – Lempke (1)
- Michael Simpson – Eric Marley (1)
- Graham McPherson – Owen Merritt (1)
- David Hemblen – dr Apollinaire Monet (1)
- Christine Reeves – Beth (1)
- Nigel Bennett – Granger (1)
- Barry Flatman – Simon Atwater (1)
- Tim Progosh – Mack McAdam (1)
- Peter Messaline – sędzia Hall (1)
- Geraint Wyn Davies – Martin (1)
- Keith Knight – kierownik sklepu (1)
- Ian D. Clark – Brendan Forbes (1)
- Julian Richings – dr Proctor (1)
- Matt Cooke – Barry Lehman (1)
- Tom Melissis – handlarz bronią (1)
- Garfield Andrews – reporter (1)
- Tony De Santis – Jack Dixon (1)
- Jeremy Ratchford – J.J. Biddle (1)
- Alon Nashman – Elliot Jessup (1)
- Lawrence Bayne – Conaver (1)
- Sten Eirik – Rad (1)
- Cliff Saunders – Slob (1)
- Richard Chevolleau – Justin (1)
- Rosemary Dunsmore – panna Leachman (1)
- Camilla Scott – Sally Modesto (1)
- Dean Gabourie – Cleveland (1)
- Ron Gabriel – Roger John Waldo (1)
- Greg Preece – hazardzista (niewymieniony w czołówce)
- Damir Andrei – Delvecchio (1)
- Stephen Shellen – Conrad Brock (1)
- Kenner Ames – monter (1)
- Robert Hollinger – oficer King (1)
- William Colgate – Edward Feldstone (1)
- Ron Lea – Trenton (1)
- Chris Leavins – Wilson Eberhart (1)
- Gwynyth Walsh – Tessa Stark (1)
- Cali Timmins – Tish Collier (1)
- J. Winston Carroll – przełożony (1)
- Susan Hamann – Lois (1)
- Linda Sorensen – pani Prezydent (1)
- Bruce Gray – dżentelmen #1 (1)
- Chuck Shamata – Richard Gless (1)
- David Keeley – McGrew (1)
- David Orth – Billy Sullvan (1)
- Lou Pitoscia – Rocco Carbone (1)
- Robert King – Roy Macklin (1)
- Sherry Miller – dr Audrey Frink (1)
- Maurice Godin – Adam Roland (1)
- Andrew Lewarne – magik (1)
- Allegra Fulton – Wilson (1)
- Walter Alza – strażnik (1)
- Patrick Gallagher – ochroniarz (niewymieniony w czołówce)
- Murray Cruchley – spiker/pozdrawiający mężczyzna w motelu/mężczyzna w laboratoryjnym kitlu (3)
- Jon Cypher – gen. Eugene Omar (1)
- Janet Lo – Joanna d'Arc (niewymieniony w czołówce)
- John Bourgeois – płk. Albert Brox (1)
- Roy T. Anderson – sanitariusz (niewymieniony w czołówce)
- Roddy Piper – fałszywy dowódca złodziei Cash (1)
- Richard Binsley – mężczyzna z Marlboro (1)
- Chantal Quesnel – początkująca (niewymieniony w czołówce)
- Reg Dreger – oficer Davis (1)
- Victor A. Young – Dennis Finch (1)
- Kim Coates – Tim Malloy (1)
- Myron Healey – p. L-M (1)
- Danilo Di Julio – policjant z Detroit (niewymieniony w czołówce)
- Tina Su – śpiewająca dziewczyna (niewymieniony w czołówce)
- Tony Nappo – zbir (niewymieniony w czołówce)

## Odcinki
| Nr | Tytuł oryginalny              | Polski tytuł                  |
| -- | ----------------------------- | ----------------------------- |
| 1  | The Future of Law Enforcement | Policja Przyszłości           |
| 2  | Prime Suspect                 | Główny Podejrzany             |
| 3  | Trouble in Delta City         | Kłopot w Delta City           |
| 4  | Officer Missing               | Zaginiony                     |
| 5  | What Money Can't Buy          | Bezcenny Organ                |
| 6  | Ghosts of War                 | Duchy Wojny                   |
| 7  | Zone Five                     | Strefa Piąta                  |
| 8  | Provision 22                  | Paragraf 22                   |
| 9  | Faces of Eve                  | Cudowny Eliksir               |
| 10 | When Justice Fails            | Gdy Sprawiedliwość Zawodzi    |
| 11 | The Human Factor              | Czynnik Ludzki                |
| 12 | Inside Crime                  | Zbrodnia Na Żywo              |
| 13 | RoboCop vs Commander Cash     | RoboCop Kontra Commandor Cash |
| 14 | Illusions                     | Magik                         |
| 15 | The Tin Man                   | Mściciel                      |
| 16 | Sisters in Crime              | Wspólniczki                   |
| 17 | Heartbreakers                 | Śmiertelna Broń               |
| 18 | Mothers Day                   | Dzień Matki                   |
| 19 | Nano                          | Nano                          |
| 20 | Corporate Raiders             | Nocni Korsarze                |
| 21 | Midnight Minus One            | Tuż Przed Północą             |
| 22 | Public Enemies                | Wrogowie Publiczni            |